# Fabrosaurus
Genre
Espèce
Fabrosaurus était un genre de dinosaure herbivore qui a vécu au Jurassique inférieur (Hettangien à Sinémurien il y a entre 199 à 189 millions d'années. Le seul reste fossile connu de celui-ci est un morceau de mandibule avec trois dents, Fabrosaurus est un nomen dubium et serait peut-être synonyme de Lesothosaurus.

## Étymologie
Fabrosaurus  signifie « lézard de Fabre » en l'honneur de Jean Fabre, un géologue français collègue de Ginsburg lors de l'expédition qui a découvert le fossile dans le Basutoland, en Afrique du Sud ; le nom provient aussi du grec sauros "lézard".

## Description
Fabrosaurus mesurait environ 1 mètre de long. C'est à peu près tout ce qu'on peut déduire de ses maigres restes. Il a été nommé par le paléontologue français Léonard Ginsburg en 1964. L'espèce type, Fabrosaurus australis, rappelle l'origine géographique (Afrique australe) du gisement de fossiles du Lesotho où il a été découvert.